# Kurt Welzl
Kurt Welzl (ur. 6 listopada 1954 w Wiedniu) – austriacki piłkarz grający na pozycji napastnika.

## Kariera klubowa
Karierę piłkarską Welzl rozpoczął w klubie Wiener Sport Club. W sezonie 1972/1973 zadebiutował w jego barwach w pierwszej lidze Austrii. Po 2 latach gry w tym klubie przeszedł do FC Wacker Innsbruck. W 1975 roku wywalczył z Wackerem dublet – mistrzostwo i Puchar Austrii. W 1976 roku został wicemistrzem, a w 1977 roku – mistrzem kraju.
W trakcie sezonu 1978/1979 Welzl przeszedł do holenderskiego AZ Alkmaar. W Eredivisie zadebiutował 2 grudnia 1978 roku w wygranym 7:1 domowym spotkaniu z FC Den Haag, w którym strzelił 2 gole dla swojej drużyny. W ataku AZ występował z Keesem Kistem i Pierem Tolem. W 1981 roku został wicemistrzem Holandii, a w 1981 roku wystąpił w obu finałowych spotkaniach Pucharu UEFA z Ipswich Town (0:3, 4:2 i gol w 7. minucie). Przez 3 sezony strzelił dla Alkmaaru 39 goli.
Latem 1981 Welzl odszedł z AZ do Valencii CF. 20 września 1981 roku rozegrał pierwsze spotkanie w Primera División, przegrane 0:2 z Realem Saragossa. W Valencii występował przez dwa lata.
W 1983 roku Welzl został piłkarzem KAA Gent. W 1984 roku przeszedł do Olympiakosu Pireus, ale po pół roku gry w Grecji wrócił od Austrii. Przez 2 lata był zawodnikiem Wackeru Innsbruck (od 1986 roku zwanego FC Swarovski Tirol). Na początku 1987 roku trafił do Grazer AK. Karierę piłkarską zakończył w 1988 roku jako zawodnik SV Spittal.
| Sezon   | Klub                | Kraj      | Rozgrywki        | Mecze | Bramki |
| ------- | ------------------- | --------- | ---------------- | ----- | ------ |
| 1972/73 | Wiener SC           | Austria   | Bundesliga       | ?     | ?      |
| 1973/74 | Wiener SC           | Austria   | Bundesliga       | ?     | ?      |
| 1974/75 | FC Wacker Innsbruck | Austria   | Bundesliga       | 31    | 14     |
| 1975/76 | FC Wacker Innsbruck | Austria   | Bundesliga       | 33    | 14     |
| 1976/77 | FC Wacker Innsbruck | Austria   | Bundesliga       | 35    | 17     |
| 1977/78 | FC Wacker Innsbruck | Austria   | Bundesliga       | 34    | 9      |
| 1978/79 | FC Wacker Innsbruck | Austria   | Bundesliga       | 0     | 0      |
| 1978/79 | AZ Alkmaar          | Holandia  | Eredivisie       | 17    | 6      |
| 1979/80 | AZ Alkmaar          | Holandia  | Eredivisie       | 20    | 13     |
| 1980/81 | AZ Alkmaar          | Holandia  | Eredivisie       | 29    | 20     |
| 1981/82 | Valencia CF         | Hiszpania | Primera División | 26    | 9      |
| 1982/83 | Valencia CF         | Hiszpania | Primera División | 15    | 3      |
| 1983/84 | KAA Gent            | Belgia    | Division 1       | 10    | 1      |
| 1984/85 | Olympiakos SFP      | Grecja    | Alpha Ethniki    | 5     | 3      |
| 1984/85 | FC Wacker Innsbruck | Austria   | Bundesliga       | 5     | 4      |
| 1985/86 | FC Wacker Innsbruck | Austria   | Bundesliga       | 25    | 1      |
| 1986/87 | FC Swarovski Tirol  | Austria   | Bundesliga       | 5     | 2      |
| 1986/87 | Grazer AK           | Austria   | Bundesliga       | 12    | 1      |
| 1987/88 | SV Spittal          | Austria   | Division 2       | 20    | 4      |

## Kariera reprezentacyjna
W reprezentacji Austrii Welzl zadebiutował 26 marca 1975 roku w wygranym 2:1 spotkaniu eliminacji do Euro 76 z Luksemburgiem. W 1982 roku był w kadrze Austrii na Mundialu w Hiszpanii, na którym rozegrał 3 mecze: z Algierią (2:0), z Francją (0:1) i z Irlandią Północną (2:2). Od 1975 do 1982 roku rozegrał w kadrze narodowej 22 mecze i strzelił 10 goli.